# ويليس كيث بالدوين
ويليس كيث بالدوين هو تاجر وسياسي كندي، ولد في 17 مارس 1857 في كوتيكوك في كندا، وتوفي في 19 أبريل 1935. حزبياً، نشط في الحزب الليبرالي الكندي. وقد انتخب عضو مجلس العموم الكندي.